# Liste de gares en Italie
La liste de gares en Italie, est une liste non exhaustive de gares ferroviaires du réseau des chemins de fer en Italie.

## Liste par ordre alphabétique

### A

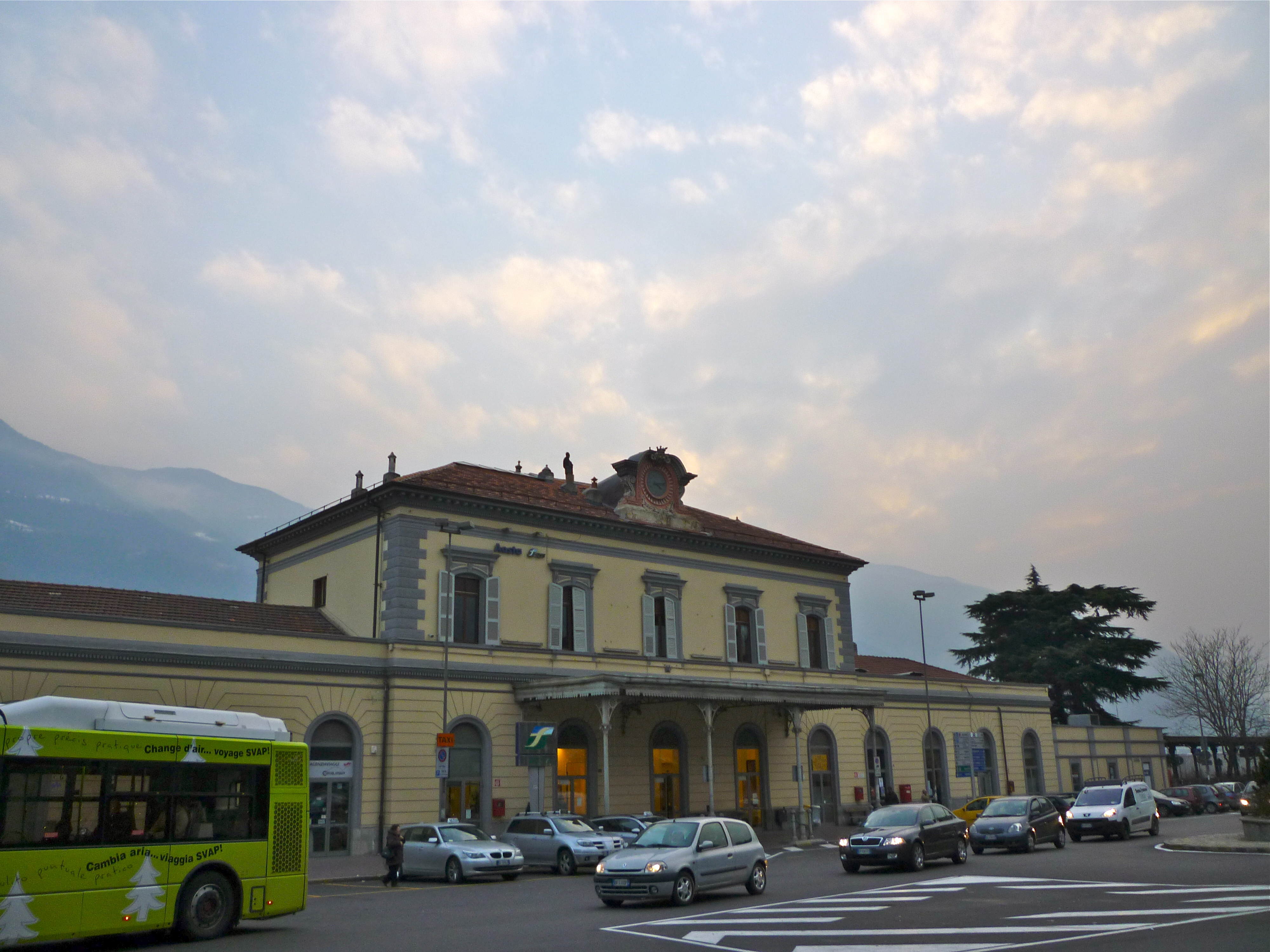
Gare d'Aoste

- Aoste
- Aoste-Avenue d'Europe
- Aoste-Institut
- Aggius
- Airole
- Arosio
- Arvier
- Avise
- Arezzo

### B

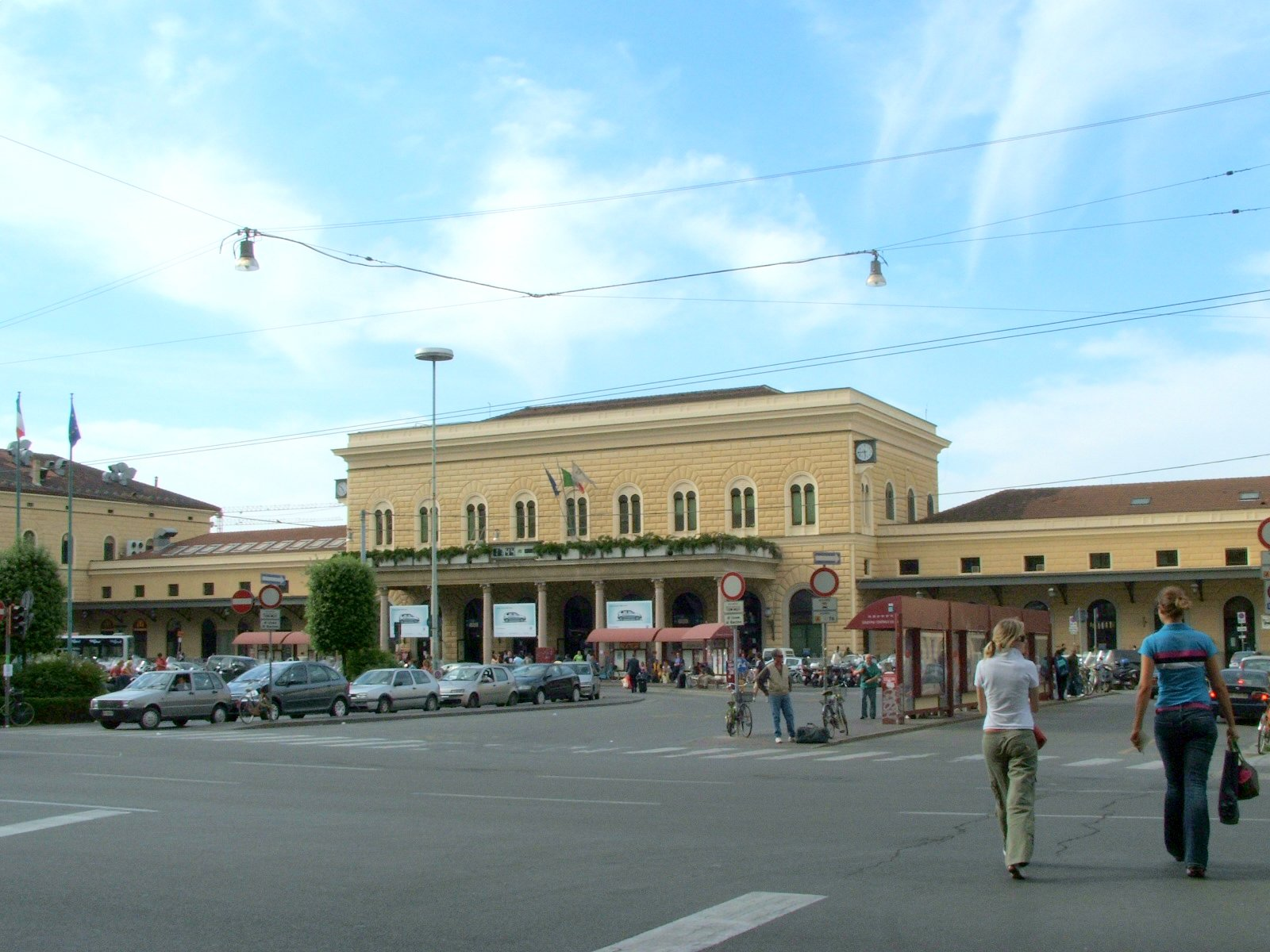
Gare de Bologne-Centrale

- Bardonnèche
- Beaulard
- Bari-Centrale
- Bevera
- Bianzè
- Bielle-San-Paolo
- Bollate-Centro
- Bollate-Nord
- Bologne-Centrale
- Bordighera
- Borgo San Dalmazzo
- Borgo-Vercelli
- Borgofranco
- Bovisio-Masciago-Mombello
- Brandizzo
- Bussolin

### C

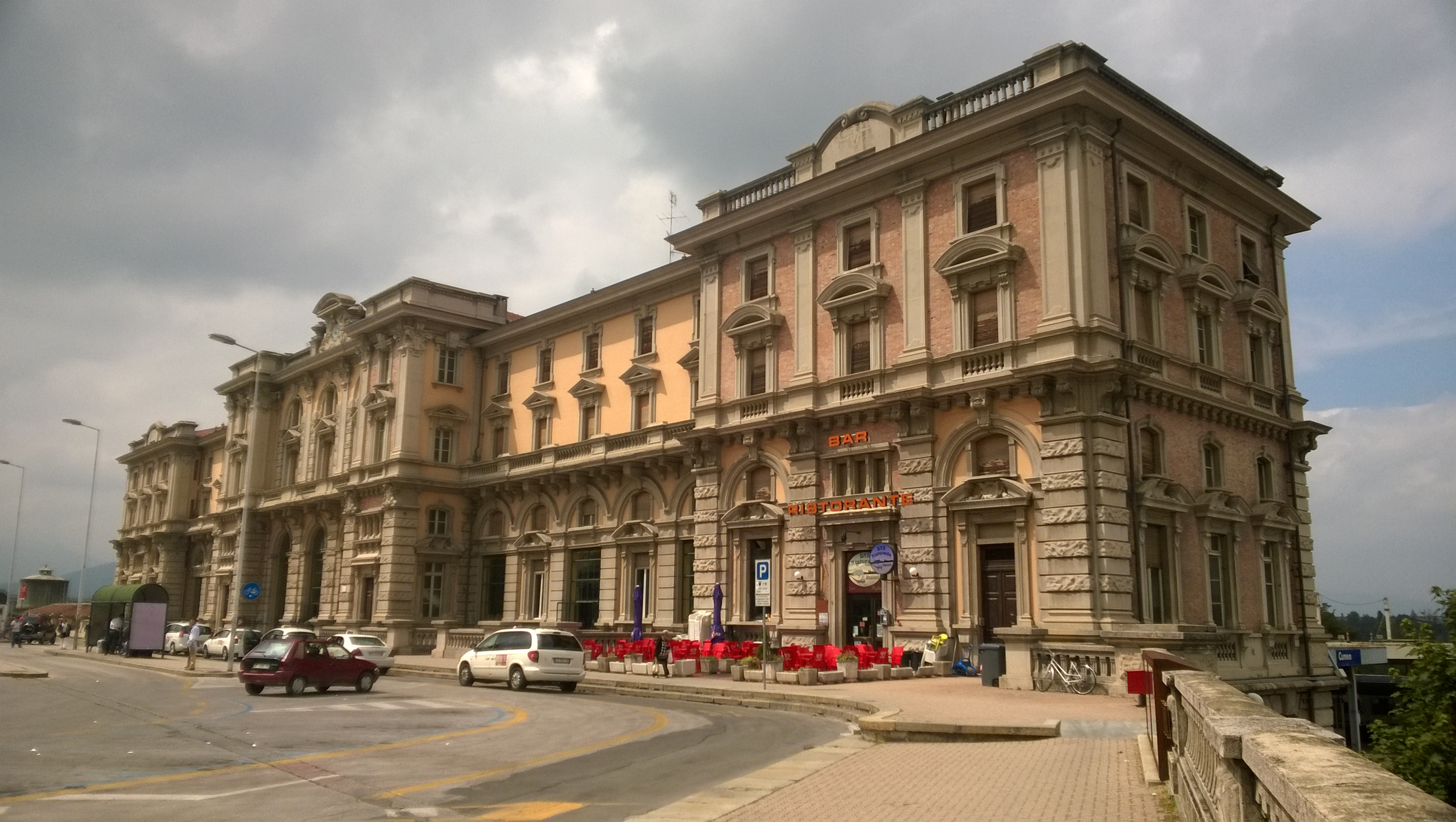
Gare de Coni

- Cabiate
- Caluso
- Camnago-Lentate
- Candia-Canavese
- Canzo
- Canzo-Asso
- Caronno-Pertusella
- Carugo - Giussano
- Caslino-d'Erba
- Castelrosso
- Centallo
- Cesano-Maderno
- Cesate
- Corniglia
- Chambave
- Châtillon - Saint-Vincent
- Chaumont  (en italien : Chiomonte))
- Chivasso
- Côme San Giovanni
- Coni
- Corbetta - Santo-Stefano-Ticino
- Cormano-Brusuglio
- Cossato
- Cusano-Milanino

### D
- Derby
- Domodossola
- Donnas

### E
- Erba

### F
- Fiumicino Aeroporto
- Florence-Santa-Maria-Novella
- Fossano

### G
- Galugnano
- Garbagnate-Milanese
- Garbagnate-Parco-delle-Groane
- Gênes-Brignole
- Gênes-Piazza-Principe
- Grugliasco

### H
- Hône - Bard

### I
- Imperia
- Inverigo
- Iselle di Trasquera
- Ivrée

### L
- Lambrugo - Lurago
- La Salle
- Levanto
- Limone
- Livorno-Ferraris
- La Spezia Centrale

### M
- Maddalene
- Magenta
- Manarola
- Mariano-Comense
- Meda
- Mercenasco
- Merone

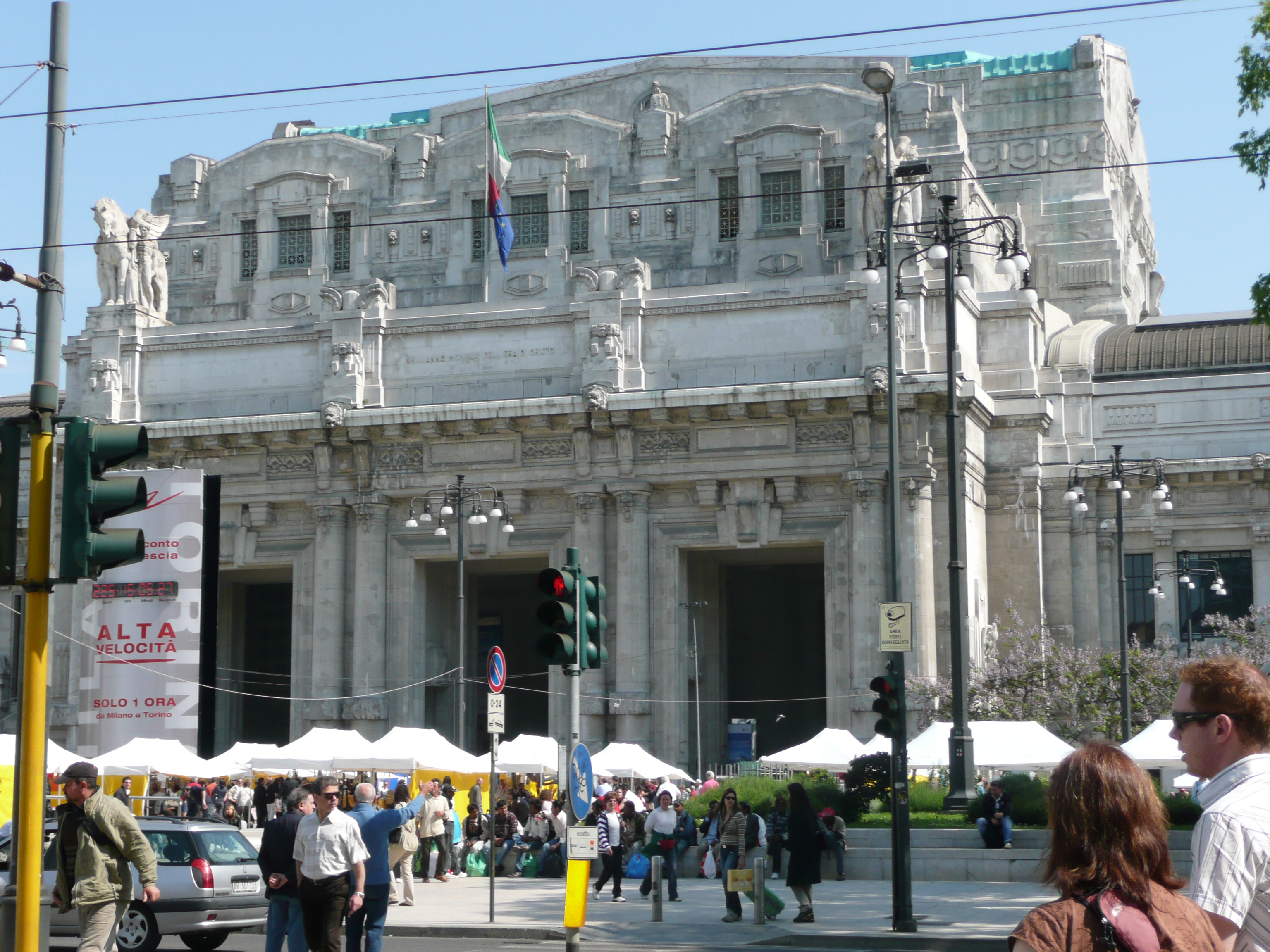
Gare de Milan-Centrale

- Milan (Affori, Bovisa-Politecnico, Bruzzano, Cadorna, Centrale, Certosa, Domodossola, Porta Garibaldi)
- Montanaro
- Monterosso
- Morgex

### N
- Naples (Naples-Centrale, Gare maritime, Campi Flegrei, Mergellina)
- Novare
- Nus

### O
- Olivetta-San-Michele
- Oulx - Cesana - Claviere - Sestrières

### P
- Paderno-Dugnano
- Palazzolo-Milanese
- Palerme-Centrale
- Pescara centrale
- Pise
- Pontelambro - Castelmarte
- Pont-Saint-Martin
- Ponzana
- Pregnana-Milanese
- Pré-Saint-Didier

### Q
- Quart

### R
- Reggio d'Émilie-Mediopadana
- Rho
- Rho-Fiera
- Riomaggiore
- Robilante
- Roccavione
- Rodallo

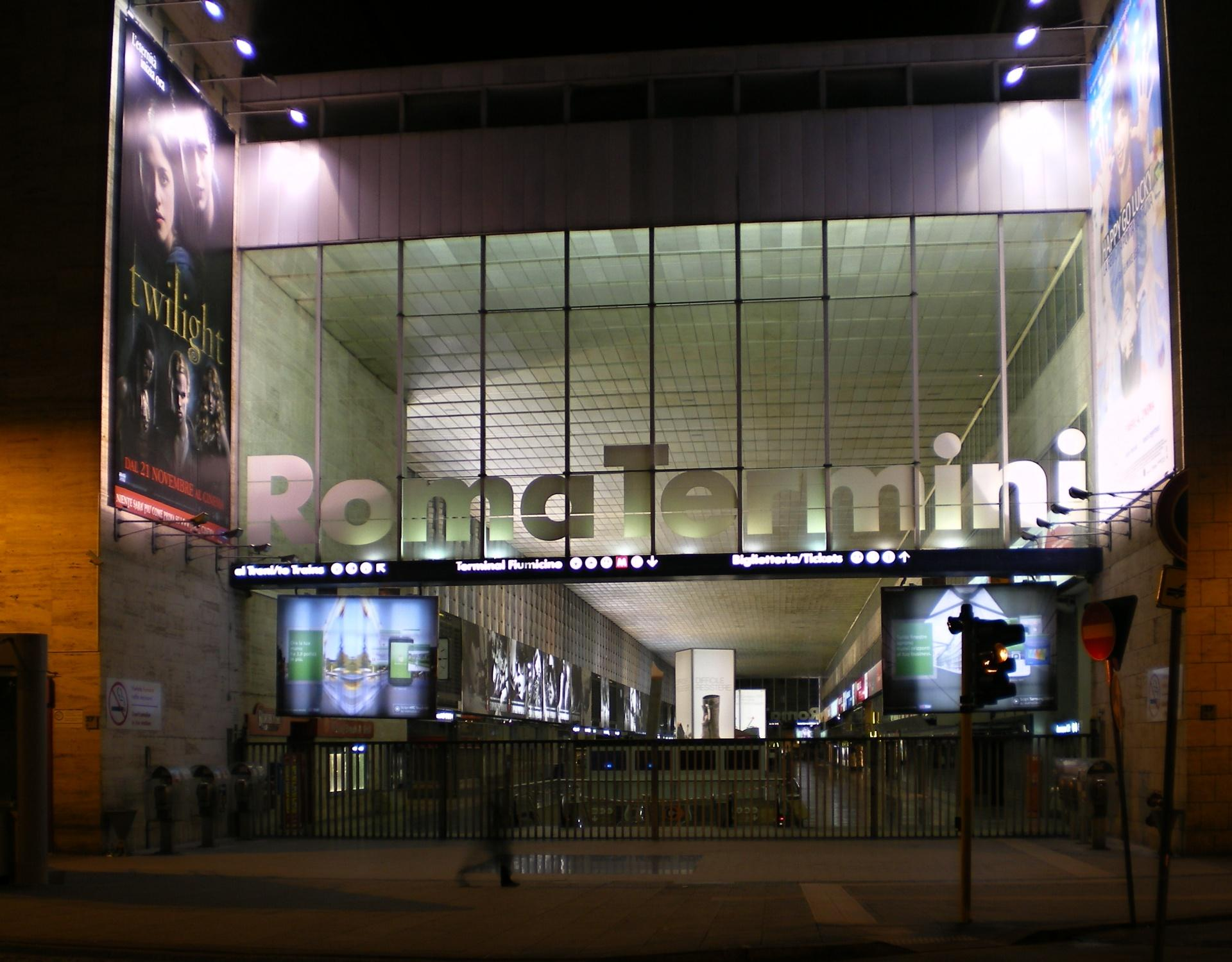
Gare de Rome-Termini la nuit

- Rome (Nomentana, Ostiense, Prenestina, San Pietro, Trastevere, Termini, Tiburtina, Tuscolana)
- Rovasenda

### S
- Saint-Pierre
- Salbertrand
- Saluggia
- San Benigno
- San-Germano-Vercellese
- Sant'Antonino-di-Saluggia
- Sanremo
- Santhià
- Saronno, (Central et Sud)
- Sarre
- Settimo Torinese
- Seveso
- Strambino
- Suse
- Syracuse

### T

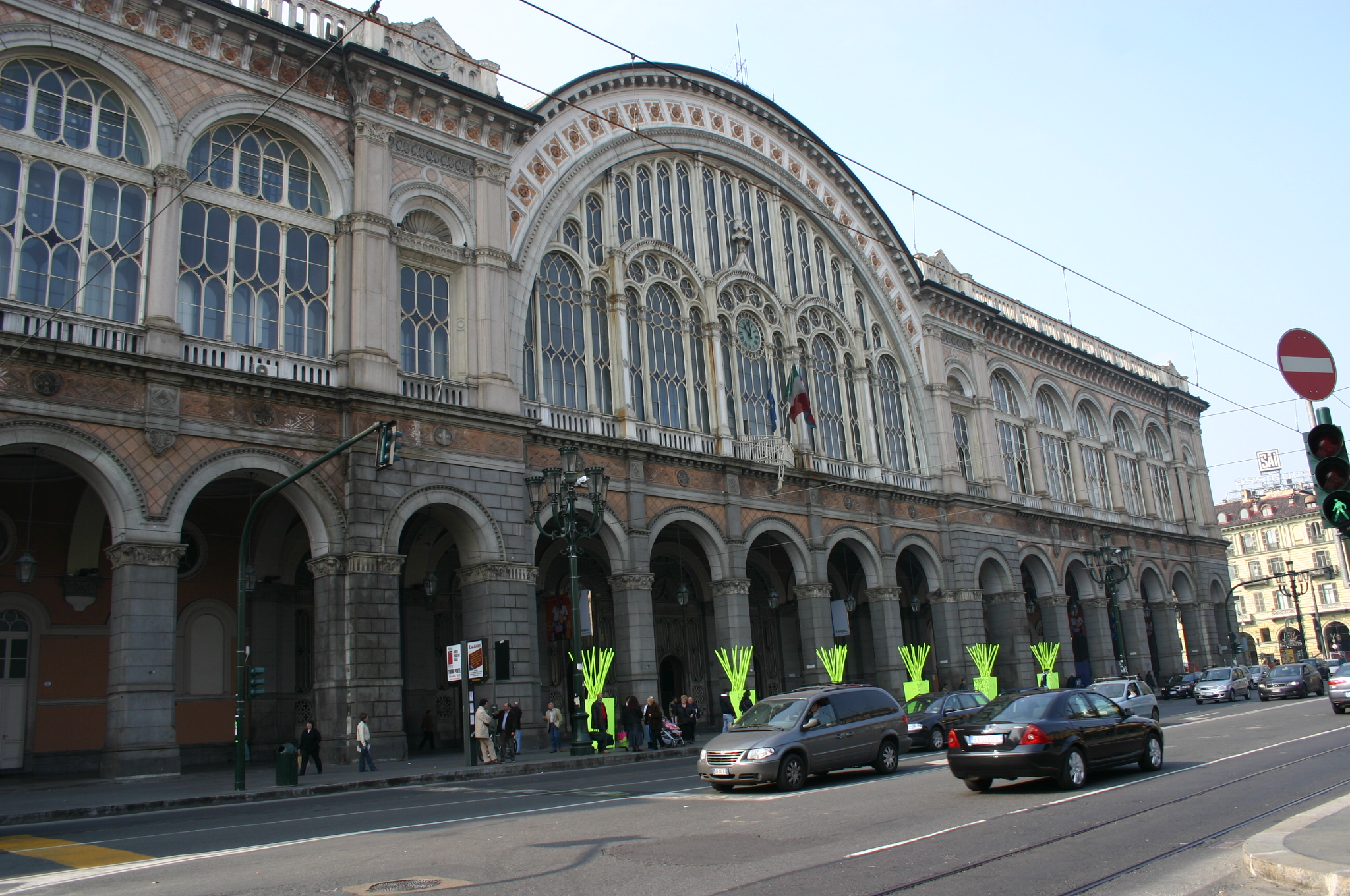
Gare de Turin-Porta-Nuova

- Tivoli (Centrale et Bagni di Tivoli)
- Torrazza-Piemonte
- Trecate
- Trieste (Centrale et Campo Marzio)
- Tronzano
- Turin (Lingotto, Porta-Nuova, Porta-Susa, Rebaudengo Fossata et Stura)

### V

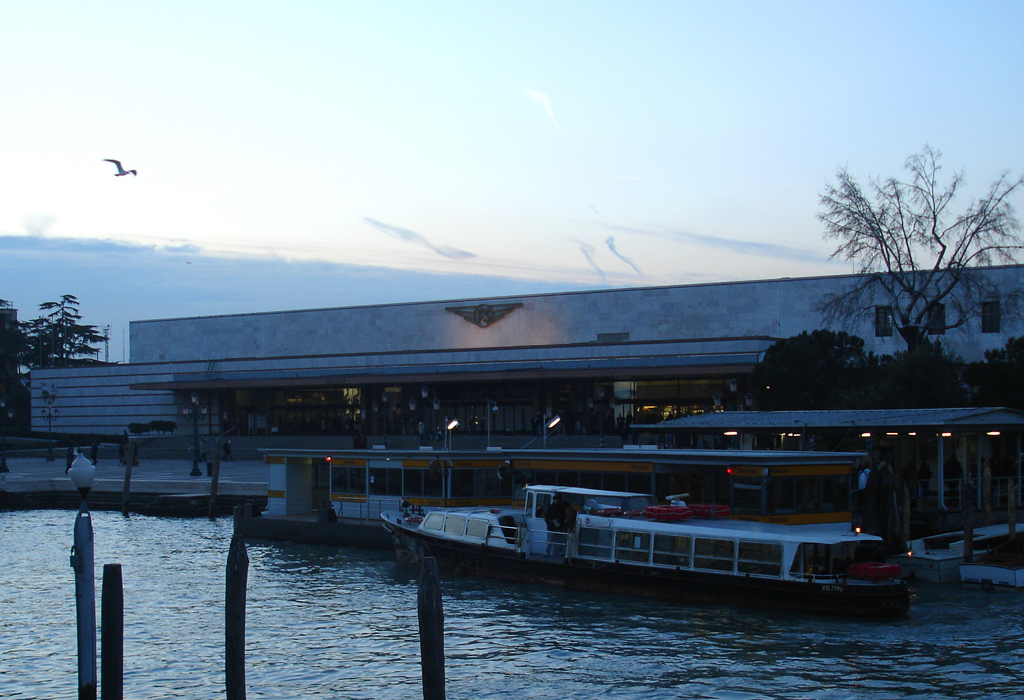
Gare de Venise-Santa-Lucia

- Varedo
- Varzo
- Venise (Santa-Lucia et Mestre)
- Verceil
- Vernante
- Vernazza
- Vérone-Porta-Nuova
- Verrès
- Villeneuve
- Vintimille
- Vittuone - Arluno